# Тайфунник фіджійський
Тайфунник фіджійський (Pseudobulweria macgillivrayi) — морський птах з родини буревісників (Procellariidae).

## Назва
Вид названо на честь шотландського натураліста Джона МакГілліврея (1821-1867), який на борту HMS Herald зібрав типовий зразок і доставив тушу до Британського музею в Лондоні.

## Поширення
Раніше цей вид був відомий лише за одним незрілим екземпляром, зібраним у 1855 році на острові Нгау у Фіджі. Проте між 1983 і 2012 роками було загалом 21 спостереження цих птахів, які сіли на землю на острові. У морі єдині однозначні спостереження фіджійського тайфунника були поблизу Нгау в травні та жовтні 2009 року (максимум три птахи разом). Темні особини Pseudobulweria були кілька разів зареєстровані в морі Бісмарка, але досі невідомо, чи належать ці особи до P. macgillivrayi чи ні.